# Walter Hatto Gross

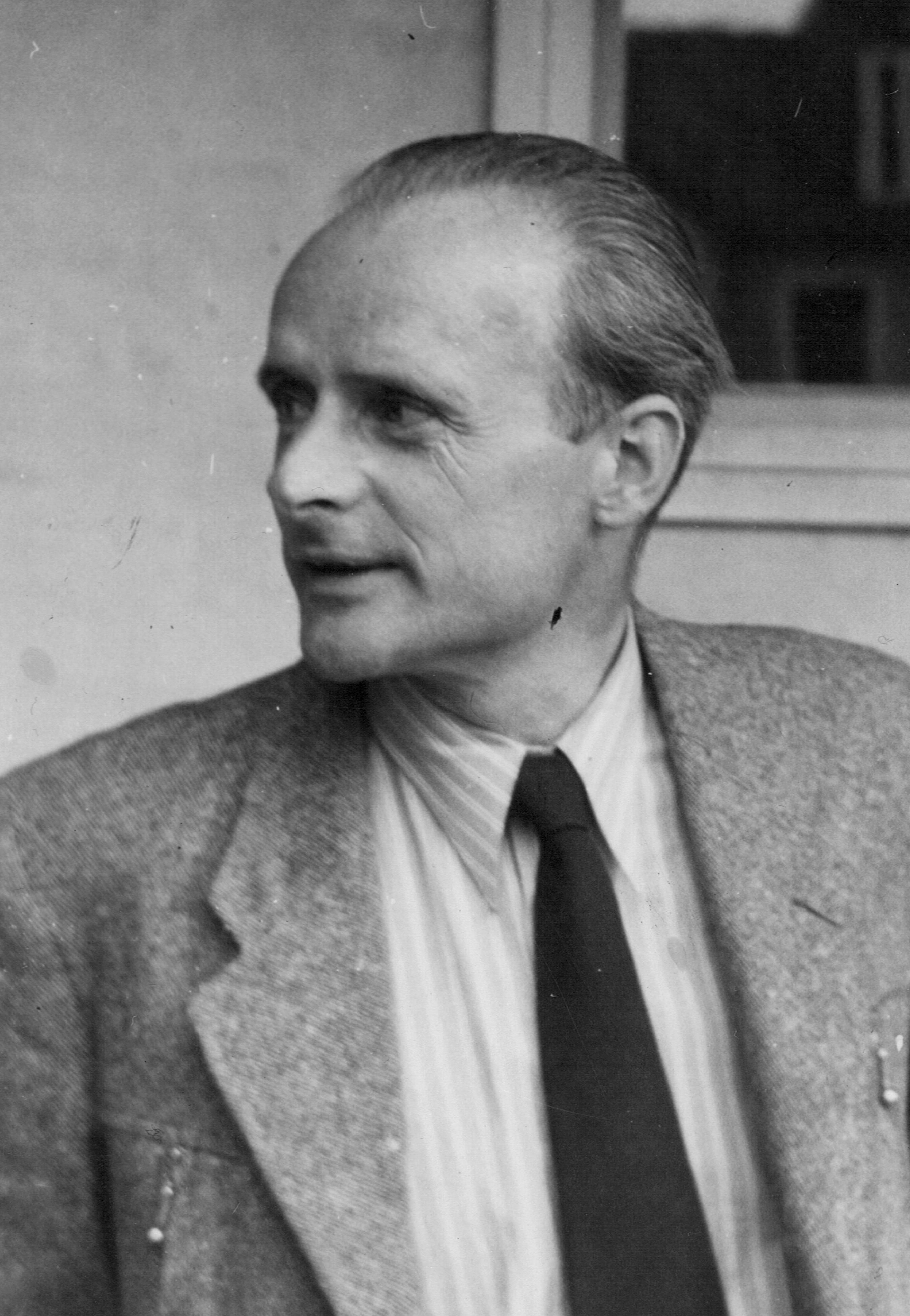
Walter Hatto Gross (Foto: um 1952)

Walter Hatto Gross (* 30. März 1913 in Heidelberg; † 24. Dezember 1984 in Hamburg) war ein deutscher Klassischer Archäologe.

## Leben und Wirken
Er besuchte das humanistische Gymnasium in Greifswald und Münster, das er 1931 mit dem Abitur abschloss. Anschließend studierte er Klassische Archäologie in Münster, München, Neapel, Leipzig und Würzburg unter anderem bei Reinhard Herbig, Bernhard Schweitzer und Karl Lehmann-Hartleben. Als ihm das Material zu seiner Dissertation bei Schweitzer über imagines clipeatae, die griechischen und römischen Schildmedaillons, verloren ging, gab er das Vorhaben auf und bat nun Reinhard Herbig bei einem ebenfalls ikonographischen Thema um Unterstützung und promovierte 1937 bei Herbig mit Studien zu den Bildnissen Traians in Würzburg.
Er erhielt 1938 das Reisestipendium des Deutschen Archäologischen Instituts, das er in Griechenland und Italien verbrachte. Wenige Monate nach seiner Rückkehr wurde er im Dezember 1939 zum Wehrdienst eingezogen. Erst nach einer schweren Verletzung wurde er Ende 1942 freigestellt, arbeitete danach als Assistent in Würzburg und, nachdem das verlorengegangene Material seiner geplanten Promotionsarbeit wieder aufgetaucht war, an der Fertigstellung seiner Habilitationsschrift Imago clipeata, von der ihrerseits nach der Habilitation 1943 alle Exemplare durch Bombenangriffe vernichtet wurden. Es wurde später das Thema der Dissertation seines ersten Schülers, Rolf Winkes, der später der Brown University lehrte, wo Gross auch „Parker Visiting Scholar“ war. Die umfangreiche private Bibliothek Gross wurde nach seinem Wunsch auch Teil der Universitätsbibliothek der Brown University.
1944 wurde Gross Dozent für Klassische Archäologie an der Universität Göttingen. 1952 erfolgte seine Ernennung zum außerplanmäßigen Professor in Göttingen. 1964 folgte er einem Ruf der Universität Gießen als Professor und Lehrstuhlinhaber der Klassischen Archäologie. 1968 nahm er einen Ruf an die Universität Hamburg an, wo er bis zu seiner Emeritierung 1979 Institutsdirektor war.

## Schriften (Auswahl)
- Studien zu den Bildnissen Traians. Gebr. Mann, Berlin 1938 (Dissertation).
- Zur Augustusstatue von Prima Porta. Vandenhoeck & Ruprecht, Göttingen 1959.
- Iulia Augusta. Untersuchungen zur Grundlegung einer Livia-Ikonographie. Vandenhoeck & Ruprecht, Göttingen 1962.
- Quas iconicas vocant. Zum Porträtcharakter der Statuen dreimaliger olympischer Sieger. Vandenhoeck & Ruprecht, Göttingen 1969.
- Herakliskos Commodus. Vandenhoeck & Ruprecht, Göttingen 1973, ISBN 3-525-85116-2.